# Clasificación a la Copa de EuroFloorball masculino 2007-08
Esta copa para clasificarse a la próxima ronda fue el pase a la final para 8 equipos, de casi todos países distintos.

## Clasificación a lafinal
Los equipos de 4 países, por clasificarse a las semifinales. Además,se clasificaron a la prox. ronda fueron solo 3 equipos:
| Grupo A (Europa del Oeste) | Grupo B (Europa del Este) | Grupo C    |
| -------------------------- | ------------------------- | ---------- |
| Fjerdingby IBK             | Viking Roma FC            | SC Classic |

## Fechas y lugares de los grupos
- Grupo A: Europa Oeste, en Bærum, Noruega, del 29 de agosto al 2 de septiembre
- Grupo B: Europa Este, en Ciampino, Italia, del 5 al 9 de septiembre
- Grupo C: En Liberec, República Checa, del 7 al 9 de septiembre

## Bærum,Noruega

### Grupo A

#### Conferencia A
| Equipo          | Jugados | Ganados | Empatados | Perdidos | Goles Metidos (él mismo) | Goles Metidos (a él) | Puntos |
| --------------- | ------- | ------- | --------- | -------- | ------------------------ | -------------------- | ------ |
| Fjerdingby IBK  | 2       | 2       | 0         | 0        | 41                       | 3                    | 4      |
| FB Agents       | 2       | 1       | 0         | 1        | 17                       | 35                   | 2      |
| Cotswold Cobras | 2       | 0       | 0         | 2        | 5                        | 25                   | 0      |

| Equipo 1        | Resultado | Equipo 2        |
| --------------- | --------- | --------------- |
| FB Agents       | 2-31      | Fjerdingby IBK  |
| Cotswold Cobras | 4-15      | FB Agents       |
| Fjerdingby IBK  | 10-1      | Cotswold Cobras |

- Datos: Q4610105